# Impulsmomentsatsen
Impulsmomentsatsen bygger på Reynolds transportteorem (RTT) där den extensiva storheten {\displaystyle \mathbf {B} =\mathbf {H} _{0}} och den intensiva storheten {\displaystyle \mathbf {\beta } ={d\mathbf {H} _{0} \over dm}=\mathbf {r} \times \mathbf {V} }
där H är rörelsemängdsmomentet, r är en riktningsvektor, V är en hastighetsvektor och m är massa. Omskriven med ovanstående blir RTT:
{\displaystyle \sum \mathbf {M} _{0}=\sum {\Big (}\mathbf {r} \times \mathbf {F} {\Big )}_{0}={d \over dt}{\Bigg [}\int _{kv}{\Big (}\mathbf {r} \times \mathbf {V} {\Big )}\rho dV{\Bigg ]}+\int _{ky}{\Big (}\mathbf {V} _{r}\times \mathbf {n} {\Big )}dA}
där F är en kraftvektor, kv är en kontrollvolym, ky är en kontrollyta, {\displaystyle \mathbf {V} _{r}} är den relativa hastighetsvektorn och ρ är densiteten. Impulsmomentsatsen kan förenklas beroende på situation.

## Fix kontrollvolym
{\displaystyle \sum \mathbf {M} _{0}={d \over dt}{\Bigg [}\int _{kv}{\Big (}\mathbf {r} \times \mathbf {V} {\Big )}\rho dV{\Bigg ]}+\int _{ky}{\Big (}\mathbf {V} \times \mathbf {n} {\Big )}dA}

## Endimensionellt in- och utflöde
{\displaystyle \int _{ky}{\Big (}\mathbf {V} _{r}\times \mathbf {n} {\Big )}dA=\sum {\Big (}\mathbf {r} \times \mathbf {V} {\Big )}_{ut}{\dot {m}}_{ut}-\sum {\Big (}\mathbf {r} \times \mathbf {V} {\Big )}_{in}{\dot {m}}_{in}}
där {\displaystyle {\dot {m}}} står för massflödet.